# Kadjebi

Kadjebi är en ort i östra Ghana, belägen några kilometer väster om gränsen till Togo. Den är huvudort för distriktet Kadjebi, och folkmängden uppgick till 10 663 invånare vid folkräkningen 2010.